# 올리브각시바다거북
올리브각시바다거북 또는 올리브바다거북은 바다거북중 가장 작은 종중의 하나이다. 올리브빛의 몸과 심장모양의 외형을 지니고 있다. 바다거북중에서는 가장 수가 많은 편에 속하지만, 이도 남획으로 감소하고 있다. 천적은 범고래, 백상아리, 뱀상어, 바다악어고 육지에서는 재규어에게 잡아먹히기도 한다. 알은 코요테, 아메리카너구리, 긴코너구리, 들개, 돼지, 주머니쥐에게 먹히기도 한다.

## 외형
가벼운 편으로 몸무게는 50킬로그램은 약간 넘어가는 정도이다. 돔과 같은 모양의 등을 지니고 있으며, 길이는 70센티미터이다. 등은 어두운 올리브빛이며 옆은 노랗다. 머리는 큰 편이다.

## 식성
잡식성으로 게, 새우, 바닷가재, 해초, 해조, 작은 물고기, 어패류, 작은 무척추동물을 먹는다. 얕은 물에서는 해파리를 먹기도 한다. 이들의 먹이는 보통 수면에 있으며, 최대 150미터의 수심까지 잠수할 수 있다.